# Йоргенсен, Эл
Аллен Дэвид «Эл» Йоргенсен (англ. Allen David «Al» Jourgensen); имя при рождении Алехандро Рамирес Касас (исп. Alejandro Ramírez Casas; род. 9 октября 1958, Гавана, Куба) — американский музыкант-мультиинструменталист и продюсер, основатель и фронтмен индастриал-метал-группы Ministry; также участник и продюсер ряда ассоциированных с Ministry групп (Revolting Cocks, Lard и другие). Считается одним из самых значимых исполнителей индустриальной и альтернативной сцены.

## Биография
Алехандро Рамирес Касас родился на Кубе, в Гаване 9 октября 1958 года, является сыном Маргариты "Мэгги" Брауэр и Гуальберто Рамиро Касаса. Йоргенсен имеет голландское происхождение со стороны матери и испанское по линии отца. В 1961 году, после падения режима Фульхенсио Батисты и прихода к власти Фиделя Кастро, в возрасте трёх лет, он и его семья переезжает во Флориду. Вскоре после этого, в 1964 году, Маргарита Броуэр выходит замуж за Эда Йоргенсена - штатного американского автогонщика норвежского происхождения, являвшегося механиком Формулы-1 Дэна Герни, взяв его фамилию для себя и своего сына. Подрастая, Эл начал увлекаться такими группами и музыкантами, как The Beatles, Black Sabbath, Hawkwind, Pink Floyd, Can, Kraftwerk, The Rolling Stones, Led Zeppelin, Китти Уэллс, Бак Оуэнс, Джордж Джонс, Чарли Паркер, Чарльз Мингус и Майлс Дейвис. Позже семья Йоргенсена проживала в Чикаго, штат Иллинойс, где он и вырос. Учился в Иллинойском университете в Чикаго. Далее перебирается в Брекенридж, штат Колорадо, где поступает в Университет Северного Колорадо, а также в Колорадский университет в Боулдере.
В университете работает ди-джеем на радио, пока не решает стать профессиональным музыкантом, присоединившись к группе Special Affect, в которой участвовал основатель группы My Life with the Thrill Kill Kult Фрэнки Нердиелло.
В 1981 году Эл формирует группу Ministry.
В песнях его лирика раскрывает многие аспекты жизни, такие как наркомания, алкоголизм и его левые политические взгляды. «Разбитое поколение» оказало огромное влияние на группу (Уильям Берроуз сотрудничал на некоторых его треках).

## Карьера

### Ministry
Йоргенсен формирует Ministry в 1981 году, после того как он покидает группу Special Affect, которая играла в стиле новая волна/синти-поп. Ранние синглы Ministry и другие проекты Йоргенсена были выпущены на Wax Trax! Records. Он также был продюсером альбома Rabies группы Skinny Puppy. За это время подружился с Нивеком Огром, который позже присоединился к Ministry.
В 1992 году группа выпускает свой легендарный альбом Psalm 69. Один из треков был номинирован в 1993 году на премию «Грэмми», проиграв «Wish» Nine Inch Nails. Однако, следующий альбом, Filth Pig разделил мнения фанатов, что привело к коммерческому снижению, которое стало очевидным, когда отчеты Warner Bros. исключили Ministry из лейбла звукозаписи в 2001 году.
Новейшие альбомы Ministry, Rio Grande Blood и The Last Sucker, а также альбом Revolting Cocks Cocked and Loaded были выпущены на новом лейбле звукозаписи Йоргенсена, 13th Planet Records.
Йоргенсен появился как вымышленный музыкант в фильме Искусственный интеллект. Несколько песен появляются в других фильмах, включая Злое Озеро, произведенное Fever Dreams, для которого он составил весь саундтрек. Он также появляется в фильме в эпизодической роли учителя художественной школы.
В ноябре 2008 года в интервью для журнала Hustler Эл Йоргенсен объявил, что Ministry официально распадается. Причина — «занимает слишком много времени» из за хлопот с выходом новых альбомов. Он также сказал, что был ответственен за шесть других групп и может получить семь альбомов, сделанных в год, в то время, когда он не работает над новым материалом Ministry.
Несмотря на предыдущую настойчивость Йоргенсена о том, что Ministry никогда не возродится, 7 августа 2011 года было объявлено о воссоединении. Группа планирует сыграть свой первый концерт за последние четыре года на фестивале Wacken Open Air в Германии в августе 2012 года. Новый альбом под названием Relapse, был выпущен 23 марта 2012 года.

### Revolting Cocks
Revolting Cocks, также известная как RevCo, американская индустриальная рок-группа, которая началась как музыкальный сайд-проект Ричарда 23 из Front 242, Люка Ван Акера, и Эла Йоргенсена из Ministry. Группа получила своё название после скандала в баре в Чикаго в 1983 году. Эл, Ричард и Люк отмечали формирование их новой группы с некоторыми напитками. Вечер закончился дракой с барными стульями, которые бросили в окна. Йоргенсен вспоминает, что после того, как их вышвырнули из бара бармен закричал: «Я звоню в полицию! Вы, ребята, куча мерзких петухов!». Трио решило назвать так свой сайд-проект.
Группа неоднократно меняла свой состав. В 2010 году Эл покидает ряды RevCo. Их седьмой альбом под названием Sex-O Olympic-O был выпущен Йоргенсеном в своей студии на 13th Planet Records в марте 2009 года. Альбом Got Cock? также был выпущен на лейбле 13th Planet Records 13 апреля 2010 года.

### Surgical Meth Machine
В апреле 2016 года вышел альбом нового проекта Эла Йоргенсена под названием Surgical Meth Machine (англ.), который представляет собой трибьют бывшему гитаристу группы Майку Скачча, который скончался в 2012 году. Альбом записан Элом Йоргенсеном и Сэмом Дамбруозо (Sam D’Ambruoso).

### Производство работ
Эл Йоргенсен и Пол Баркер вместе работали по созданию музыки под псевдонимами Hypo Luxa и Hermes Pan, производя свою работу на Wax Trax! Records. Эл также был продюсером Reverend Horton Heat, Nine Inch Nails, Dessau и Gwar. Йоргенсен создал комплекс записей на своем лейбле 13th Planet Records в своем доме в Эль-Пасо, штат Техас.

### Политические взгляды
Эл в свою тематику часто предлагает резкую критику в сторону семьи Бушей. Начиная с 1992 года альбомом Psalm 69, продолжающимся с 2004 года альбомом Houses of the Molé, 2006-м — Rio Grande Blood и заканчивая альбомом 2007 года The Last Sucker. Его любимые объектами были бывшие президенты США Джордж Буш-старший и Джордж Буш-младший. Министерство также внесла песню в первый альбом Rock Against Bush. Эта тема продолжалась не только в Ministry, но также и в других сайд-проектах Эла.
Йоргенсен выразил поддержку Бараку Обаме во время президентских выборов 2008 года, говоря о пользе прогрессивного налогообложения.

## Частная жизнь

### Семья
Эл Йоргенсен был женат на Пэтти Марш (1984—1995). У него есть дочь от первого брака — Адриенна, родилась 13 апреля 1985 года. В 2002 году женится на Анджелине Лукацин (Angelina Lukacin) в особняке Грейсленд.

### Проблемы с наркотиками
Эл употреблял наркотики в течение длительного времени. В 1995 году в штаб-квартире Ministry в Техасе он был арестован полицейским рейдом и впоследствии получил пятилетний испытательный срок — время, когда он вспоминал самые тёмные моменты в своей жизни. Из-за укуса ядовитого паука Йоргенсен мог лишиться руки.

## Дискография
- 2011 — Bikers Welcome Ladies Drink Free (как Buck Satan & the 666 Shooters)
- 2016 — Surgical Meth Machine (как Surgical Meth Machine)